# 朝鲜人民军第4军
朝鲜人民军第4军是朝鲜人民军陆军的一个军，组建于1950年6月，曾参与朝鲜战争，下辖4、5、10师和第105装甲师。2010年参与延坪岛炮击事件。现驻地为黄海南道海州市。

## 历任军长
- 张平山，1957年
- 金益铉，1972年2月
- 李斗益，1980年
- 吕春石，1984年
- 朱霜成，1997年
- 金格植，2009年2月至2011年11月
- 边仁善，2012年3月